# Йылдырым, Недждет
Недждет Йылдырым (тур. Necdet Yıldırım; 30 января 1943, Самсун — 1 ноября 1969, Самсун) — турецкий футболист. Наиболее известен по игре за «Эскишехирспор».

## Биография
Йылдырым начал заниматься футболом в 1954 году в «Самсун Йолспор». Позже он играл за молодёжные команды «Фенер Генчлик» и «Йолспор».
В «Кайсери Чекерспор» он впервые начал играть во взрослой команде. Из-за службы в армии ему пришлось приостановить свою карьеру в «Кайсери Чекерспор» и вместо этого во время службы он играл за военную команду «Мухафизгюджю».
В 1966 году, после демобилизации, он перешёл в клуб высшей лиги «Эскишехирспор». С этим клубом он в первом же сезоне выиграл Кубок Премьер-министра. Он быстро закрепился в стартовом составе и в 1968 году получил вызов в национальную сборную. После того, как в 1969 году у Йылдырыма был диагностирован рак толстой кишки, ему пришлось завершить карьеру.
Йылдырым участвовал в запланированном на 23 октября 1968 года отборочном матче чемпионата мира 1970 года против сборной Северной Ирландии, это был его дебют в составе сборной Турции. В этом матче он играл с первых минут.
В 1969 году у Йылдырыма был диагностирован рак толстой кишки. В феврале 1969 года Йылдырым поехал на лечение в Лондон. Несмотря на то, что Йылдырыма несколько раз прооперировали, он умер 1 ноября 1969 года в своем родном городе Самсун и был похоронен там же, на кладбище Асри. «Эскишехирспор» объявил, что футболисты будут играть на протяжении нескольких матчей в чёрном и временно изъял из пользования номер 3, под которым играл Йылдырым.
Йылдырым был признан лучшим спортсменом 1969 года, набрав 107145 голосов из 415167 в опросе, организованном газетой Milliyet. В Эскишехире есть стадион, названный в честь Йылдырыма.